# Histoire de la chrysothérapie
 (juin 2010).
Améliorez-le ou discutez des points à vérifier. 
L'histoire de la chrysothérapie retrace l'évolution des croyances ou connaissances concernant l'usage de l'or dans un but thérapeutique.

## Or et charlatanisme

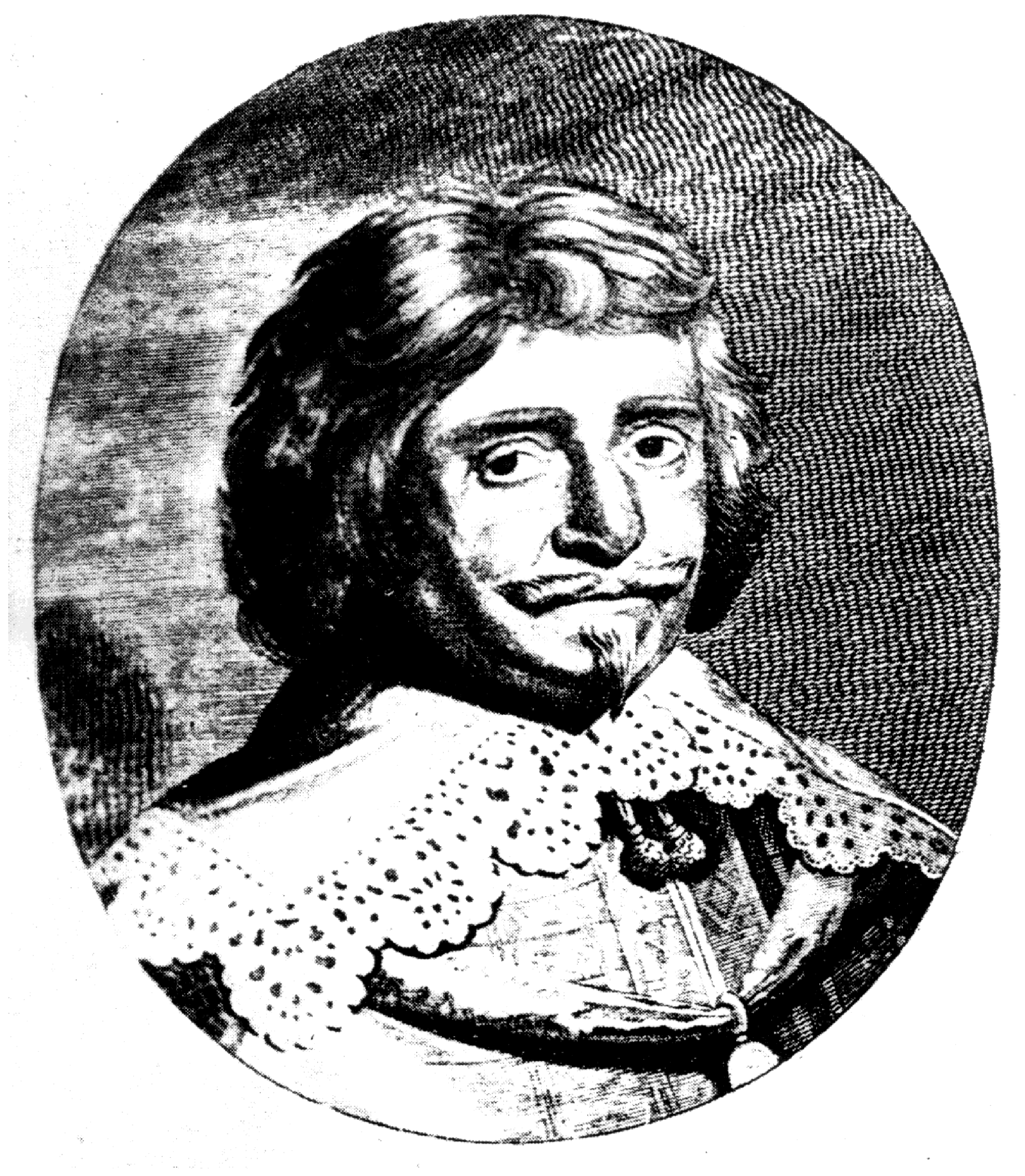
Angelo Sala

### Or,médecineetalchimie
L'or avait, pensait-on à une certaine époque, des propriétés médicinales. L'or a inspiré deux catégories de personnes : les médecins, et les alchimistes ou cabalistes. Les expériences de Paracelse avaient abouti aux déviations imaginaires de l'alchimie, pseudo-science différente de la médecine et de la pharmacie. Thomas Norton, alchimiste et poète anglais, était l'auteur d'un célèbre poème alchimique en moyen anglais intitulé The Ordinall of Alchemy (L'Ordinaire d'Alchimie), daté de 1477, dans lequel il faisait allusion à un élixir d'or. L'élixir de longue vie contenait aussi de l'or, mais on aboutissait au charlatanisme dangereux de la pierre philosophale qui prétendait changer les métaux en or (Clavicula Salomonis) et rendre la jeunesse, dénoncé par Thomas Sonnet de Courval avec l'or potable et autres élixirs. 
Le fait est que les deux disciplines, médecine et alchimie, étaient souvent liées.
Pour distinguer leurs préparations de l'or potable ou de la pierre philosophale, (Le symbole alchimique de l'or était un soleil ou un cercle marqué d'un point au centre, l'eau régale un triangle renversé , etc.), les chimistes inventèrent au XIXe siècle des symboles chimiques, Au pour l'or, Aurum.
Un mariste français résume la vogue et l'engouement de tout le XVIIIe siècle pour les liqueurs d'or, de jouvence, de longue vie, lorsque cela confinait à la magie :
« La chimie ou alchimie, ou la science de dissoudre les corps naturels et de les résoudre à leurs principes, est encore plus vaine et plus dangereuse. Cette science, quoique véritable en elle-même, a dupé et trompé une infinité de gens, par rapport à la fin qu'ils se proposaient ; et je ne doute point, par l'expérience que j'en ai moi-même, que le démon ne s'en serve aujourd'hui pour faire perdre l'argent et le temps, la grâce et l'âme même, sous prétexte de trouver la pierre philosophale. Il n'y a point de science qui propose l'exécution de plus grandes choses, et par des moyens plus apparents. Cette science promet la pierre philosophale, ou une poudre qu'ils nomment de projection qui, jetée en quelque métal que ce soit, s'il est fondu, le change en argent ou en or, qui donne la santé, qui guérit les maladies, qui même prolonge la vie, et qui opère une infinité de merveilles qui passent chez les ignorants pour divines et miraculeuses. Il y a une bande de gens qui se disent savants en cette science, qu'on nomme cabalistes, qui gardent les mystères de cette science si cachés qu'ils aimeraient mieux perdre la vie que de révéler leurs prétendus secrets. Ils autorisent ce qu'ils disent: 1 Par l'histoire de Salomon qu'ils assurent avoir reçu le secret de la pierre philosophale, et dont ils vantent un livre secret, mais faux et pernicieux, nommé la Clavicule de Salomon. 2 Par l'histoire d'Esdras, à qui Dieu donna à boire une liqueur céleste qui lui donna la Sagesse, comme il est marqué dans le livre d'Esdras 3 Par les histoires de Raymond Lulle et de plusieurs autres grands philosophes qu'ils assurent avoir trouvé cette pierre philosophale.  »
— Louis Marie Grignon de Montfort,  Amour de la sagesse éternelle

## Les potions anciennes à base d'or
Les livres anciens étaient remplis de recettes plus ou moins fantaisistes de médicaments à base d'or, teintures d'or, or potable, extractions et préparations. une ancienne origine est attestée dans le livre de l'Exode (32:19) lorsque Moise réduit le veau d'or en « poudre et, prenant le veau qu'ils avaient fait, il le brûla au feu, le broya jusqu'à le réduire en poudre, répandit cette poudre sur l'eau, et en fit boire aux enfants d'Israël ». Certaines préparations à base d'or ont cependant de la valeur comme la Pourpre de Cassius utilisée encore aujourd'hui en cristallerie, d'autres relevaient de l'alchimie, science occulte :
- Quelques produits : L'or était dissout par les alchimistes avec du foie de soufre, et on obtenait de la chaux d'or ; en précipité on obtenait l' or fulminant, par l'étain, le précipité d'or ou Pourpre de Cassius (1720). L'huile et les particules d'or mélangées à du vin formaient la teinture d'or, ou or potable d'Helvetius qui servait de cordial et de tonique, capable de chasser les maladies et de fortifier l'organisme.

- On connait aussi le  magisterium auri d’Angelo Sala, mélange d’or fulminant (plusieurs fois arrosé d’esprit de mélisse et desséché), de safran, d’ambre gris et de musc, employé a la dose de 5 à 8 grains, comme cordial, dans les affections nerveuses, le bezoarlicum auratum du même auteur, mélange de magisterium auri, d’extrait de vipère, de larmes de cerf, etc. et le magisterium chrysopurpurœ de G. Rolfincius, « poudre cordiale résultant de l’action sur l’or fulminant de l’acide muriatique ».

- Moïse Charas en 1676, cite dans sa Pharmacopée royale et galénique, l'Or purifié par la Cimentation, par l'Antimoine, & par la Coupelle, l'Or amalgamé & purifié par le Mercure, l’Or purifié par les Fleurs de Sel Ammoniac, après avoir esté amalgamé par le Mercure, l’Or calciné avec la Corne de Cerf, (les diverses substances qu'on en tire, leurs vertus & leurs usages), la Teinture d'or, et le Rubis d'Or qui guérissait, la goutte, la vérole, l'hydropisie, la peste, etc. et une recette allemande imprimée à Hambourg en 1672 (ville où Lembke prit la fuite après avoir volé la recette de Bestuchef), et communiquée à la Société des Curieux d'Allemagne qui consistait à broyer dans un « Moulin Philosophique » en acier de l'or pendant un mois, le faire passer par diverses opérations en gouttes très rouges et en liqueur, etc.[3].

- Frédéric Hoffman (1660 – 1739), célèbre médecin et chimiste, dissolvait l'huile essentielle de cannelle (4 grammes) dans 12 grammes d'alcool rectifié ; il mettait ce mélange dans une cucurbite et y ajoutait 5 grammes de dissolution d'or aussi chargée que possible, qu'il avait auparavant fait évaporer jusqu'à consistance sirupeuse. Il laissait le tout sur le bain de sable jusqu'à ce que la teinture soit devenue d'une couleur brune. Et si, au lieu d'huile essentielle de romarin ou de cannelle, on se servait de la liqueur éthérée de Frobenius[4], c'est-à-dire d'éther sulfurique pour enlever à l'eau régale l'or qu'elle contient en dissolution, on obtenait la liqueur très connue vers le milieu du XVIIIe siècle sous le nom de Gouttes du Général (de) La Motte : parurent donc en même temps l'or potable de Mademoiselle Grimaldi (contre la typhoïde, la paralysie, l'apoplexie, les palpitations) dont parle la Marquise de Sévigné et les Gouttes d'or du Général La Motte - (gouttes d'or jaunes, à un louis la goutte, et gouttes d'or blanches, sans or, car non distillable, contre la Goutte). Ce qui restait dans la cornue était l'or potable de Mlle Grimaldi[5]. À la même époque, un dénommé Delahaye préparait et vendait des gouttes d'or, une teinture aurifique, un élixir mirifique, une teinture d'or ou or potable, qui, aux dires du docteur Retz[6], était un mélange d'or et d'antimoine[7].

## XIXesiècle
- Au XIXe siècle l'or continue d'être employé en médecine, en particulier dans le traitement des maladies vénériennes, comme la syphilis et la blennorragie. Il fut remis à l'honneur par le Dr Chrestien qui prescrivait de la Poudre d'Or laquelle provoquerait les sécrétions de la peau des reins et des glandes salivaires. On utilisait aussi le Peroxyde d'or (AuO3), le Cyanure d'or, le Iodure d'or et la Pourpre de Cassius, le  Fulminate d'or  ou Aurate Ammoniaque furent abandonnés. L'or servait aussi à recouvrir les pilules.

### Contre la syphilis
En 1540, A. Lecoq, dans son Traité des maladies vénériennes, décrivit une préparation d’or mercurielle contre la syphilis, qu’il disait tenir d’un alchimiste, et qui était éméto-cathartique mais en réalité elle n'aurait pas contenu d'or (charlatanisme). Un composé où entrait de l’or divisé, du calomel, du mercure, etc., a été indiqué en 1621 par J. Colle. Aurum vita était préconisée par Planis Campi (1625) contre la peste, la syphilis, la maladrerie, l’hydropisie, etc., contenait da l’or et du mercure ; Hortius donna contre la syphilis de l’or diaptorétique (mélange d’or réduit de précipité blanc) ; G. Ucay employait, et disait ne pouvoir trop vanter contre cette maladie, un or mercuriel formé de précipité rouge et d’or divisé ; A. Pilcaro (1714) a proposé l’or en poudre ou en feuilles contre la même affection, à la place du mercure ;. F. Hoffmann, dans sa Médecine rationnelle, regardait comme le remède le plus efficace de la syphilis une liqueur formée, dit-on, de muriate d’or, de mercure et d’antimoine ; Lalouette, dans son Traité des scrophules, signale contre cette maladie l’emploi de deux foies de soufre solaires et d’un savon d'antimoine par la voie solaire. Enfin, après que A.-L.-Samuel Mitchill a préconisé l’or à New York, le Dr Chrestien de Montpellier ne cessait d’appeler l’attention des praticiens sur plusieurs des préparations de ce métal (l’or divisé, ses oxydes précipités par la potasse ou par l’étain, et surtout ses chlorures), dans le traitement de la syphilis et des affections lymphatiques.

## Facétie littéraire
On trouve dans Rabelais une mention de l'or potable chez les Apedeftes à longs doigts et à mains crochues, sur l'île de la Cour des comptes.
«  Et digne vertus, dist frère Jean, appellez-vous ces gens-là ignorants ? Comment diable ! Ils tireroient de l'huile d'un mur. — Aussi font-ils, dist Gagne-beaucoup : car souvent ils mettent au pressoir des chasteaulx, des parcs, des forests, et de tout en tirent l'or potable. — Vous voulez dire portable, dist Epistemon. — Je di potable, dist Gagne-beaucoup ; car l'on en boit céans maintes bouteilles que l'on ne boirait pas. Il y en ha tant de plants, que l'on ne sçait le nombre. Passez jusques ici, et voyez dans ce courtil, en voilà plus de mille qui n'attendent que l'heure d'estre pressurés, en voilà du plant général, voilà du particulier, des fortifications, des emprunts, des dons, des casuels, des domaines, des menus plaisirs, des postes, des offrandes, de la maison. — Et qui est ceste grosse-là, à qui toutes ces petites sont à l'environ ? — C'est, dist Gagne-beaucoup, de l'Espargne, qui est le meilleur plant de tout ce pays.  »
— Rabelais, Le Cinquième Livre

## Usage actuel
- Encyclopédie Larousse : « Les sels d'or sont utilisés dans le traitement de la polyarthrite rhumatismale mais présentent un risque d'accidents cutanés, sanguins et rénaux. L'or radioactif (Au 198) est employé comme marqueur pour les scintigraphies hépatiques »